# Slavenska teorija o podrijetlu Hrvata
Slavenska teorija smatra, da su svi današnji jezični Slaveni, pa tako i Hrvati, u dalekoj prošlosti živjeli zajedno kao jedan pranarod istočno od Uralskog gorja. Zatim su pod pritiskom Avara, Mongola i drugih azijskih osvajača počeli migrirati prema zapadu. 
Po toj teoriji, nakon prelaska Uralskog gorja neki Slaveni se nastanjuju uz Baltičko more na području današnje Rusije između Moskve i Sankt-Peterburga. Oni kasnije postaju Rusi. Ostali Slaveni sele dalje, da bi se neki zaustavili na području sjeverne Ukrajine, a od njih su kasnije nastali Ukrajinci i Bjelorusi. Time je završila migracija za Istočne Slavene.
Ostali nastavljaju dalje i tokom 6. stoljeća pod kraljem Samom, Zapadni i Južni Slaveni osnivaju svoju državu koja se nalazila na području od Baltika do Panonske ravnice. Bugari se odvajaju prije nastanka tog kraljevstva. Prije nego što će kralj Samo umrijeti, Hrvati sele na područje današnje Hrvatske i Bosne.
Ostali južnoslavenski narodi se doseljavaju u tom vremenu, neki prije, a neki kasnije. Hrvati zatim imaju dvije kneževine. Prvu Panonsku Hrvatsku (kajkavski govor), koju neki Hrvati smatraju "pravom Hrvatskom", a u to vrijeme i drugu Primorsku Hrvatsku (čakavci). Nakon smrti Ljudevita Posavskog, Panonska Hrvatska koja se borila protiv Franaka i bila neovisna, raspada se pa je današnja Hrvatska nasljednik Primorske Hrvatske kojoj je glavni grad bio Knin. Tada se oko Primorske Hrvatske (saveznika Franaka) ujedinjuju sve hrvatske zemlje.
U pogledu južnih Slavena ta je teorija usko povezana s političkim projektom tzv. srpskohrvatskog jezika koji je i njezin glavni dokazni oslonac, pa su ju najviše razvijali jezikoslovci. Zato se ona uglavnom oblikuje nakon Bečkoga književnog dogovora (1850.), a kasnije je u doba Jugoslavije od 1918. do 1990. u školstvu i službenoj znanosti to postala neupitna i zamalo jedina dopuštena teorija o iskonu Hrvata i ostalih južnih Slavena. Njezino objektivno propitkivanje i neutralne poredbene analize spram drugih teorija zato počinju tek raspadom Jugoslavije od 1991. godine, a u rigidnijim godinama promicanje svake druge teorije vlasti su takve teze smatrale "svetogrđem".
Glavne institucije kod nas koje tu teoriju i sada službeno podupiru su Hrvatska akademija, Filozofski fakultet i Staroslavenski institut u Zagrebu. Njezini najžustriji javni promicatelji danas su npr. povjesničar prof.dr. Neven Budak, jezikoslovac dr. Alemko Gluhak i antropolog akademik prof. Pavao Rudan, a od malobrojnih mlađih sljedbenika se najviše ističe Višeslav Aralica. Njezini više-manje detaljni prikazi su razrađeni u većini udžbenika i enciklopedija koje prikazuju doba ranoga srednjeg vijeka kod Hrvata.
Najviše nužnih promjena i problema teorije danas zadaju suvremene biogenetičke analize. Ove doduše potvrđuju kod Hrvata stvarnu nazočnost istočnoeuropskoga genskog haplotipa R1a (Eu19) zajedničkog s većinom ostalih jezičnih Slavena, ali je njegov udio među Hrvatima razmjerno niži nego kod većine drugih Slavena pa obuhvaća tek 1/4 Hrvata ili 23% do 29% proučenih uzoraka, dok su ostalih 3/4 Hrvata genski neslaveni. Da bi se prevladale ove i ostale kontroverzije, danas se ta teorija kod nas nastoji obnoviti i učvrstiti, npr. kao kombinirana avaroslavenska odnosno bugaroslavenska hipoteza.